# Descurainia glaucescens
Descurainia glaucescens är en korsblommig växtart som först beskrevs av Rodolfo Amando Philippi, och fick sitt nu gällande namn av Karl Anton Eugen Prantl och Karl Friedrich Carlos Federico Reiche. Descurainia glaucescens ingår i släktet stillfrön, och familjen korsblommiga växter. Inga underarter finns listade i Catalogue of Life.